# Хребтово (Ивановская область)
 Хребтово — деревня в Ивановском районе Ивановской области. Входит в состав Беляницкого сельского поселения.

## География
Находится в западной части Ивановской области на расстоянии приблизительно 10 км на север-северо-запад по прямой от вокзала станции Иваново на восточном берегу Уводьского водохранилища у входа в канал Волга-Уводь.

## История
В 1859 году здесь (тогда деревня Шуйского уезда Владимирской губернии) было учтено 6 дворов.

## Население
Постоянное население составляло 54 человека (1859 год), 32 в 2002 году (русские 88 %), 50 в 2010.